# Klášter Bejt Džimal
Bejt Džimal (hebrejsky בית ג'מאל, arabsky بيت جمال / الحكمة, v oficiálním přepisu do angličtiny Beit Jimal nebo Beit Jamal, v překladu "Krásný dům") je křesťanský klášter a obec v Izraeli, v Jeruzalémském distriktu, poblíž města Bejt Šemeš.

## Geografie
Leží v nadmořské výšce 370 metrů v Judských horách, nedaleko západního okraje Judských hor.

## Dějiny
Jméno je odvozeno od starého toponyma Kfar Gamla (Caphargamala), které byzantské prameny dávají do souvislosti s Gamalielem, předsedou Sanhedrinu a učitelem apoštola Pavla. Podle byzantské tradice byl Gamaliel tajným učedníkem Ježíšovým a pohřbil ve svém sídle prvomučedníka Štěpána a dalšího z tajných Ježíšových učedníků, Nikodéma, byl na místě pohřben sám, pohřben zde byl i jeho syn Abibos. Tradice dále říká, že v roce 415 nalezl jejich ostatky zázračným způsobem kněz Lucián, který je předal jeruzalémskému biskupovi Janovi. Ten právě dokončoval stavbu kostela Panny Marie (Hagia Maria) na hoře Sijón (dnes Dormitio) a vystavil je na nějaký čas tam.  Archeologické vykopávky vedené Andrzejem Strusem objevily mj. i tabulku s nápisem ΔΙΑΚΟΝΙΚΩΝ ΣΤΕΦΑΝΟΥ ΠΡΩΤΟΜΑΡΤΥΡΟΣ, tedy Diakonikon prvomučedníka Štěpána, kdy diakonik je jedna ze dvou kaplí (apsid) vedle presbyteria byzanstského kostela, v níž se obvykle uchovávaly relikvie. Tak je možné podloženě tvrdit, že Kfar Gamla a Bejt Džimal jsou identické. 
V otomanské době zde byla arabská vesnice, obývaná několika desítkami muslimů. V roce 1869 ji zakoupil italský kněz Antonio Belloni, který zde založil zemědělskou školu. Belloni v roce 1892 vstoupil do kongregace salesiánů, kterým školu s již postavenými klášterními budovami svěřil. Ti zde dodnes sídlí, od roku 1985 je zde také klášter betlémských sester.

## Klášterní prostory
Klášterní komplex se skládá ze třech hlavních částí:
- salesiánský mužský klášter se školou pro sirotky. Salesiáni se kromě výchovy věnují i pěstování vína.
- ženský klášter Panny Marie Nanebevzaté (Monastère Notre-Dame de l’Assomption) betlémských sester[4]
- kostel sv. Štěpána Prvomučedníka, postavený v roce 1930 na vykopávkách byzantského kostela z 5. století, kam byly přeneseny i nalezené mozaiky. Pod kostelem byla nalezena jeskyně s hroby.